# 姚州 (雲南省)
姚州（ようしゅう）は、中国にかつて存在した州。唐代から民国初年にかけて、現在の雲南省楚雄イ族自治州北西部に設置された。

## 概要
621年（武徳4年）、唐により漢の雲南県の地に姚州が置かれた。姚州は剣南道に属し、姚城・長明・瀘南の3県を管轄した。664年（麟徳元年）、姚州の州治は弄棟川に移された。また姚州都督府が置かれ、異州・五陵州・䄂州・和往州・舎利州・范鄧州・野共州・洪郎州・日南州・眉鄧州・邆備州・洛諾州の13羈縻州を管轄した。742年（天宝元年）、姚州は雲南郡と改称された。754年（天宝13載）、雲南郡は閣羅鳳に占領された。その後南詔が成立すると、姚州の地には弄棟城が置かれた。大理国のときには統矢府が置かれた。
1257年（憲宗7年）、モンゴル帝国により弄棟城に統矢千戸所が置かれた。1275年（至元12年）、元により統矢千戸所は姚州と改められた。姚州は大理路に属し、大姚県を管轄した。1328年（天暦元年）、姚州に姚安路が置かれた。
明のとき、姚州は姚安軍民府に属し、大姚県を管轄した。
清のとき、姚州は楚雄府に属した。
1913年（民国2年）、州制の廃止に伴い姚安県と改められた。